# Stylophora (homalozoa)
« Stylophore (échinoderme) » redirige ici. Pour les autres significations, voir Stylophore (homonymie).
Cet article concerne la classe d'échinodermes (éteinte). Pour le genre de cnidaires (actuel), voir Stylophora.
Classe
Les Stylophora ou Stylophores (« portés par une colonne » en grec) sont un groupe d'échinodermes du Paléozoïque, connus uniquement sous forme fossile, attribué au morpho-groupe des carpoïdes, ou Homalozoaires.

## Description et caractéristiques

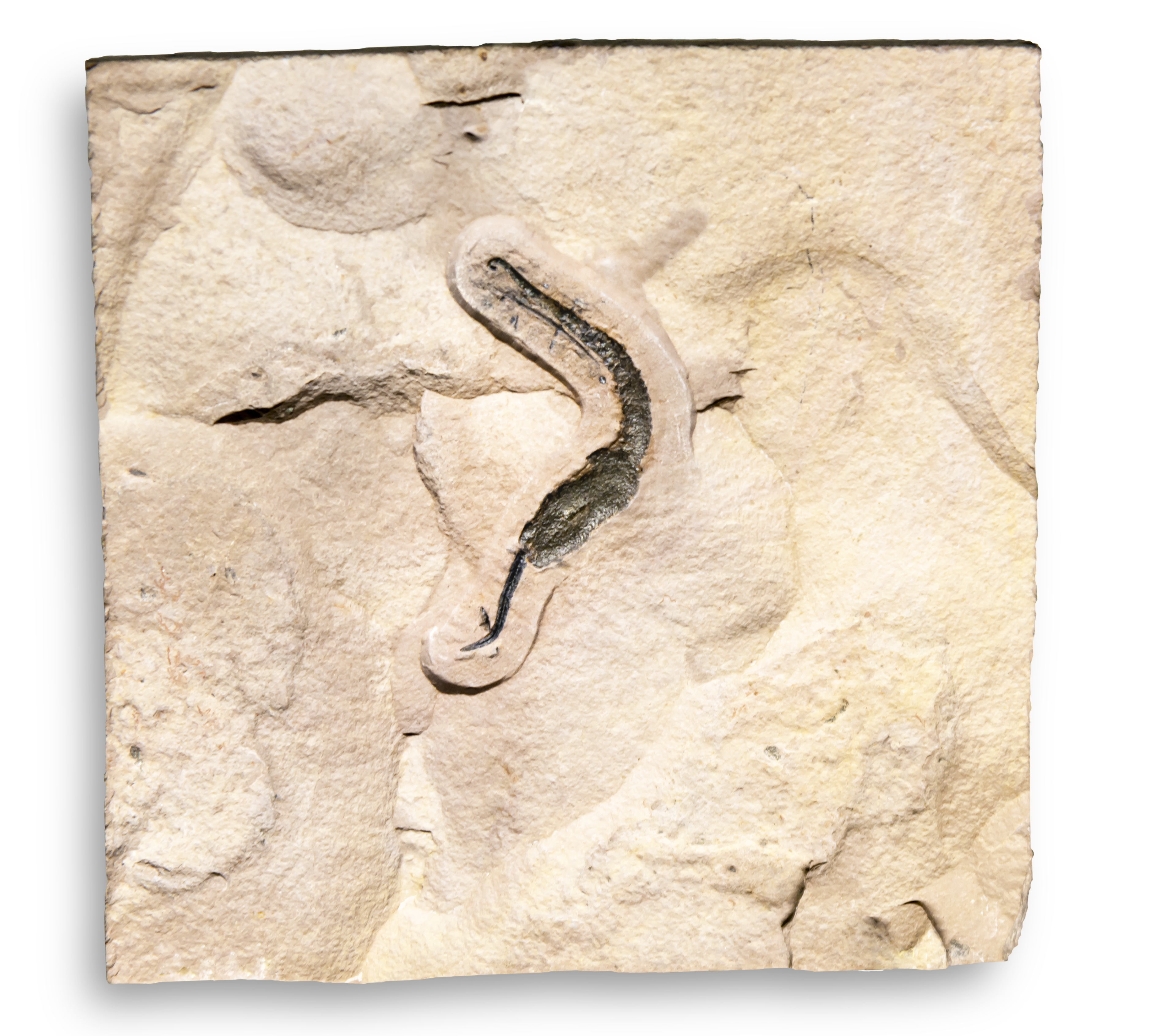
Fossile de Castericystis sprinklei, un Cornuta.

Dessin d'un fossile de Cothurnocystis (Cornuta).

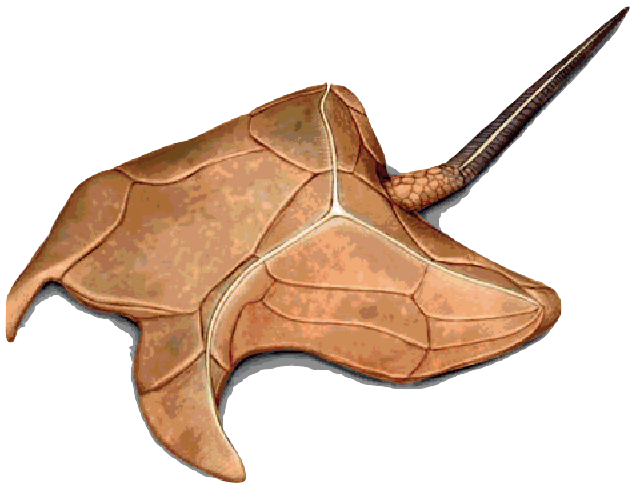
Tentative de reconstitution d'un Ceratocystis.

Il s'agit d'un groupe à l'allure encore imparfaitement comprise : on distingue un corps principal protégé par un squelette constitué de plaques dures soudées, et d'où émerge un bras nommé aulacophore, longtemps interprété comme une queue car il semble être dans l'axe bilatérien, mais plus probablement utilisé pour capter de la nourriture,. Le corps principal n'est pas toujours symétrique (cas des Cothurnocystidae) et peut présenter deux autres appendices qui peuvent n'être que des prolongements des plaques dures du corps, ou bien avoir servi soit à fouir les fonds sableux, soit à filtrer l'eau pour capturer le plancton, soit à la respiration (cas des Cothurnocystidae et des Rhenocystidae).
Ces animaux partagent la plupart des caractéristiques des échinodermes, mis à part le plan d'organisation : celui-ci est clairement bilatérien et non pentaradiaire, ce qui a parfois fait ranger ce groupe parmi les premiers chordés. Cependant, les études les plus récentes confirment l'appartenance de ces animaux aux échinodermes, et le fait que l'aulacophore est bien un organe buccal,.

## Phylogénie
La position phylogénétique et la composition de ce groupe sont encore à l'étude.
Selon BioLib (25 août 2020)  :
- ordre Cornuta Jaekel, 1901 - cornutes †
  - sous-ordre incertae sedis †
    - famille Amygdalothecidae Ubaghs, 1970 †
    - famille Ceratocystidae Jaekel, 1901 †
    - famille Chauvelicystidae P. E. J. Daley, 1992 †
    - famille Cothurnocystidae Bather, 1913 †
    - famille Hanusiidae Cripps, 1991 †
    - famille Phyllocystidae Derstler, 1979 †
    - famille Scotiaecystidae Caster & Ubaghs, 1967 †
- ordre Mitrata Jaekel, 1918 - mitrés †
  - sous-ordre Anomalocystitida Caster, 1952 †
    - famille Allanicytidiidae Caster & Gill, 1967 †
    - famille Anomalocystitidae Bassler, 1938 †
    - famille Australocystidae Caster, 1954 †

  - sous-ordre Lagynocystida Caster, 1952 †
    - famille Kirkocystidae Caster, 1952 - kirkocystids †
    - famille Lagynocystidae Jaekel, 1918 †
    - famille Peltocystidae Ubaghs, 1967 †

  - sous-ordre Mitrocystitida Caster, 1952 †
    - famille Mitrocystitidae Ubaghs, 1967 †
    - famille Paranacystidae Caster, 1954 †

  - sous-ordre incertae sedis †
    - famille incertae sedis †
      - genre Adoketocarpus Ruta & Jell, 1999 †
      - genre Aspidocarpus Ubaghs, 1979 †
      - genre Diamphidiocystis Kolata & Guensburg, 1979 †
      - genre Eumitrocystella Beisswenger, 1994 †
      - genre Jaekelocarpus Kolata, Frest & Mapes, 1991 †
      - genre Kopficystis Parsley, 1991 †
      - genre Lobocarpus Ubaghs, 1998 †
      - genre Ovocarpus Ubaghs, 1994 †
      - genre Pseudovictoriacystis Ruta & Jell, 1999 †
      - genre Vizcainocarpus Ruta, 1997 †
      - genre Yachalicystis Haude, 1995 †